# Nicolae Tanovitchii
Nicolae Tanovitchii, né le 23 décembre 1993 à Chișinău, est un coureur cycliste moldave. 

## Palmarès et classements mondiaux

### Palmarès sur route
- 2012
  - 3e du championnat de Moldavie du contre-la-montre
- 2013
  -  Champion de Moldavie du contre-la-montre espoirs
  -  Médaillé d'argent du championnat des Balkans du contre-la-montre
- 2014
  - Trofeo SS Addolorata
  - 3e du championnat de Moldavie du contre-la-montre
  - 3e du Circuito Valle del Resco
  - 3e de la Coppa Guinigi
- 2015
  - 3e du Nature Valley Grand Prix
- 2017
  -  Champion de Moldavie sur route
  -  Champion de Moldavie du contre-la-montre
  - Mémorial Gianni Biz
  - Coppa Giulio Burci
  - Prologue du Tour de Szeklerland
  - 3e de la Coppa della Pace
  - 3e du Tour de Bulgarie-Nord
- 2018
  -  Champion de Moldavie du contre-la-montre
  - Tour de Szeklerland :
    - Classement général
    - 4ea étape (contre-la-montre)

  - 2e du championnat de Moldavie sur route
  - 3e du Grand Prix cycliste de Gemenc

### Classements mondiaux
| Année            | 2012 | 2013 | 2014 | 2015 | 2016 | 2017 |
| ---------------- | ---- | ---- | ---- | ---- | ---- | ---- |
| UCI Europe Tour  | 788e | 424e | 653e |      |      | 319e |
| UCI America Tour |      |      |      |      | 265e |      |